# Neustift-Innermanzing
Neustift-Innermanzing är en kommun  i Österrike. Den ligger i distriktet Sankt Pölten-Land i förbundslandet Niederösterreich, 40 kilometer väster om huvudstaden Wien.
Kommunen består av tolv orter (Ortschaften) (inom parentes invånarantal 1 januari 2024):

- Almerberg (63)
- Aschberg (33)
- Außermanzing (67)
- Barbaraholz (41)
- Eck (48)
- Gießhübl (5)
- Gumpersberg (11)
- Innermanzing (741)
- Mannersdorf (57)
- Neustift (421)
- Oberkühberg (48)
- Unterkühberg (33)